# Fotinovo (Pazardzjik)
Fotinovo (Bulgaars: Фотиново) is een dorp in het zuiden van Bulgarije. Het is gelegen in de gemeente Batak, oblast Pazardzjik. Het dorp ligt 10 km van het dorp Nova Machala, 20 km van Batak, 30 km ten zuiden van Pesjtera, 50 km van Pazardzjik, 40 km ten noorden van Devin, 60 km ten noordwesten van Sjiroka Laka, 80 km van Smoljan, 75 km ten zuidwesten van Plovdiv en 175 km ten zuidoosten van Sofia.

## Bevolking
Op 31 december 2020 telde het dorp Fotinovo 498 inwoners, een daling ten opzichte van het maximum van 1.385 personen in 1965.
| Bevolkingsontwikkeling tussen 1934 en 2020          |
| --------------------------------------------------- |
|                                                     |
| Bron: Nationaal Statistisch Instituut van Bulgarije |

Het dorp wordt grotendeels bewoond door etnische Turken (73%). De etnische Bulgaren vormen een grote minderheid van ruim een kwart van de bevolking. 
| Etnische samenstelling van de respondenten (2011) | Etnische samenstelling van de respondenten (2011) | Etnische samenstelling van de respondenten (2011) | Etnische samenstelling van de respondenten (2011) | Etnische samenstelling van de respondenten (2011) |
| ------------------------------------------------- | ------------------------------------------------- | ------------------------------------------------- | ------------------------------------------------- | ------------------------------------------------- |
|                                                   |                                                   |                                                   |                                                   |                                                   |
| Bulgaren                                          | Bulgaren                                          |                                                   | 27,0%                                             | 27,0%                                             |
| Turken                                            | Turken                                            |                                                   | 73,0%                                             | 73,0%                                             |
| Roma                                              | Roma                                              |                                                   | 0,0%                                              | 0,0%                                              |
| Anders/Onbekend                                   | Anders/Onbekend                                   |                                                   | 0,0%                                              | 0,0%                                              |